# Koppavaripalli, Srinivaspur
Koppavaripalli là một làng thuộc tehsil Srinivaspur, huyện Kolar, bang Karnataka, Ấn Độ.